# Solana (blockchain platform)
Solana is een openbaar blockchainplatform met smart contract-functionaliteit. Het platform beschikt over zijn eigen cryptomunt: SOL. Solana is gebaseerd op het PoS consensus-algoritme.

## Geschiedenis
Solana is opgericht in 2017. Het mainnet van Solana werd in maart 2020 gelanceerd.
In 2021 noemde Bloomberg-journalist Joanna Ossinger Solana een "potentiële langetermijnconcurrent van Ethereum", daarbij verwijzend naar hoge transactiesnelheden en lagere bijbehorende kosten.
Op 14 september 2021 ging de Solana-blockchain offline nadat een piek in transacties tot een vertakking van het netwerk leidde, waarbij verschillende validators de status van het netwerk anders bekeken. De blockchain werd op 15 september 2021 weer online gebracht.
Op 16 december 2021 kondigde de voormalige Amerikaanse First Lady Melania Trump haar plannen aan om Solana voor het lanceren van een non-fungible token (NFT) te gebruiken. De Solana Foundation heeft een persbericht uitgegeven om te verduidelijken dat haar keuze voor het platform officieel "geen deel uitmaakt van enig initiatief onder leiding van Solana". In 2025 werden Trump en Melania memecoins uitgebracht op het Solana platform, nadat Trump herkozen was.